# Cordelle
Cordelle ist eine französische Gemeinde mit 944 Einwohnern (Stand: 1. Januar 2022) im Département Loire in der Region Auvergne-Rhône-Alpes. Sie gehört zum Arrondissement Roanne und zum Kanton Charlieu. Die Einwohner werden Cordellois genannt.

## Geographie
Die Gemeinde Cordelle liegt an der Loire die hier den Stausee Villerest durchfließt, etwa zehn Kilometer südlich von Roanne. Umgeben wird Cordelle von den Nachbargemeinden Commelle-Vernay im Norden, Saint-Cyr-de-Favières im Nordosten und Osten, Saint-Priest-la-Roche im Osten und Südosten, Vézelin-sur-Loire im Süden und Südwesten, Bully im Südwesten und Westen sowie Saint-Jean-Saint-Maurice-sur-Loire im Westen und Nordwesten.

## Bevölkerungsentwicklung
| Jahr                       | 1962 | 1968 | 1975 | 1982 | 1990 | 1999 | 2011 | 2022 |
| -------------------------- | ---- | ---- | ---- | ---- | ---- | ---- | ---- | ---- |
| Einwohner                  | 664  | 625  | 670  | 702  | 749  | 779  | 888  | 944  |
| Quellen: Cassini und INSEE |      |      |      |      |      |      |      |      |

## Sehenswürdigkeiten
- Kirche Saints-Martin-et-Pancrace
- Schloss La Roche
- Schloss Rilly
- Lehrbauernhof Le Bessy
- Schlucht des Loire-Stausees Villerest